# Hohentauern
Hohentauern è un comune austriaco di 433 abitanti nel distretto di Murtal, in Stiria.